# Фулиго гнилостный
Фулиго гнилостный (лат. Fuligo septica) — вид слизевиков, входящий в род Фулиго семейства Физаровые (Physaraceae). Также известен под названиями земляное масло и муравьиное масло.

## Биологическое описание

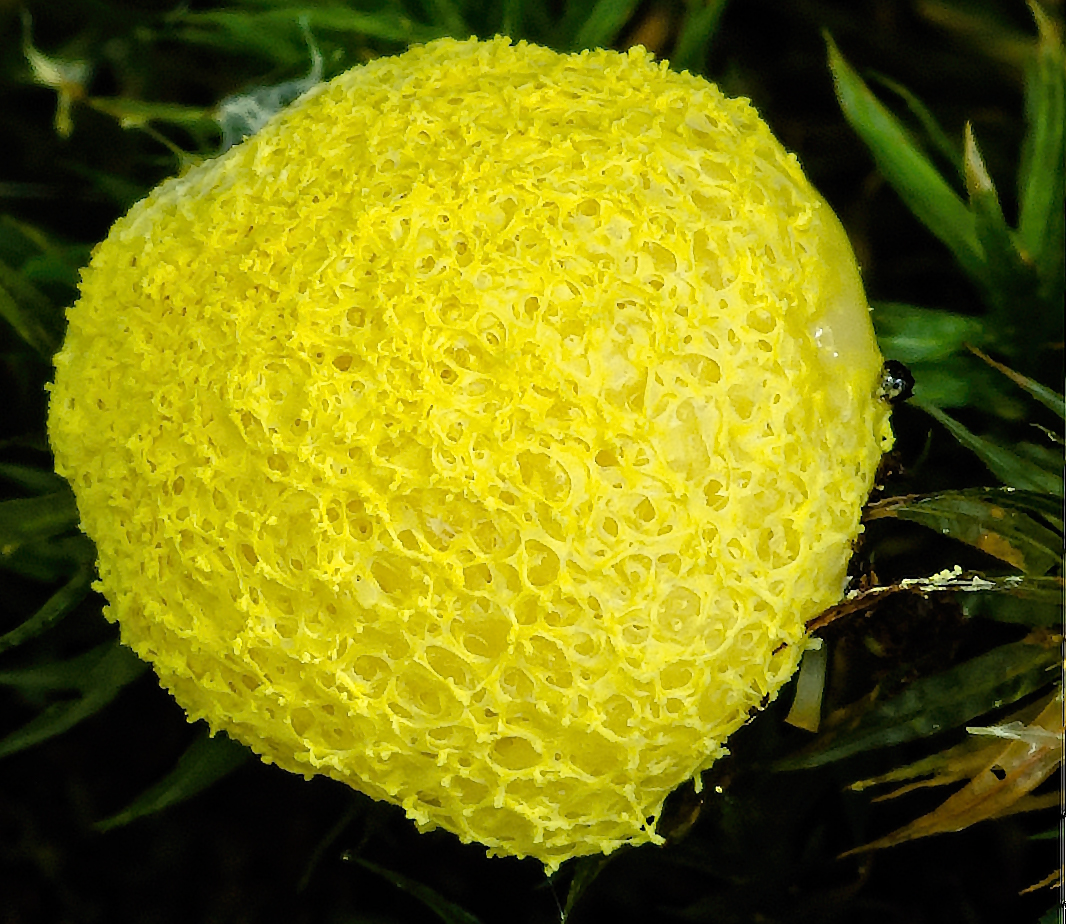

Плазмодий чаще всего жёлтого цвета, реже белый или кремовый.
Эталии одиночные, подушковидной формы, различной окраски: белые, жёлтые, ржаво-оранжевые, фиолетовые, 2—20 см в наибольшем измерении, до 3 см толщиной. Гипоталлус однослойный или многослойный, неокрашенный или коричневый. Кортекс толстый и ломкий, реже тонкий или вовсе отсутствует. Перидий неокрашенный, плёнчатый. Капиллиций из белых, жёлтых и буроватых сплетений, соединённых гиалиновыми нитями. Споры в массе тёмно-коричневые, почти чёрные, при увеличении светло-коричневые, шаровидные, мелкошиповатые, небольшие: 6—9 мкм в диаметре.

### Сходные виды
От сходных видов отличается мелкими спорами и хорошо развитым кортексом. Помимо фулиго гнилостного в России известны следующие виды рода:
- Fuligo cinerea (Schwein.) Morgan, 1896
- Fuligo intermedia T.Macbr., 1922
- Fuligo muscorum Alb. & Schwein., 1805

## Экология и ареал

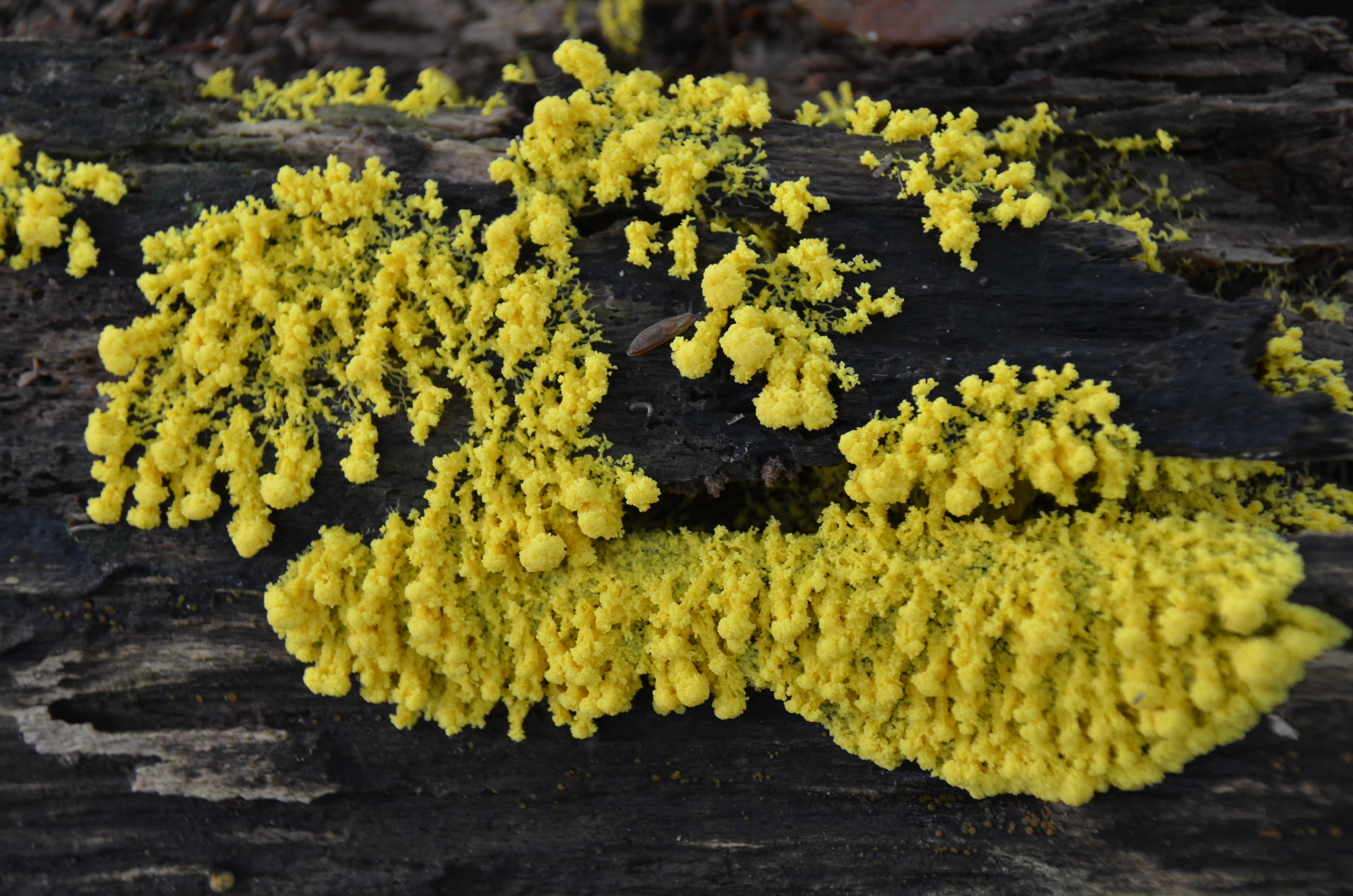

Фулиго встречается на гниющих растительных остатках. Космополит.

## Синонимы
- Aethalium candidum (Pers.) Schltdl., 1827
- Aethalium rufum (Pers.) Wallr., 1833
- Aethalium septicum (L.) Fr., 1821
- Aethalium septicum f. rufum (Pers.) Fr., 1821
- Aethalium septicum f. violaceum (Pers.) Fr., 1821
- Aethalium septicum var. rufum (Pers.) Rabenh., 1844
- Aethalium violaceum (Pers.) Spreng., 1827
- Fuligo candida Pers., 1796
- Fuligo rufa Pers., 1794
- Fuligo septica f. candida (Pers.) Meyl., 1924
- Fuligo septica f. rufa (Pers.) Y.Yamam., 1998
- Fuligo septica var. candida (Pers.) R.E.Fr., 1912
- Fuligo septica var. rufa (Pers.) R.E.Fr., 1912
- Fuligo violacea Pers., 1801
- Mucor septicus L., 1763basionym
- Reticularia rufa (Pers.) Schwein., 1832
- Reticularia septica (L.) With., 1792